# Сирена (телесеріал)
«Сирена» (англ. Siren) — американський драматично-фантастичний телесеріал. Перший сезон серіалу, що складається з десяти епізодів, стартував 29 березня 2018 року на телеканалі Freeform.
15 травня 2018 року серіал був продовжений на другий сезон з 16 епізодів.  14 травня 2019 року серіал був продовжений на третій сезон. У серпні 2020 року серіал був закритий після трьох сезонів.

## Сюжет
За легендами, біля прибережного міста Брістоль-Коув колись жили русалки. Одного разу тут з'являється  таємнича блакитноока дівчина. Комусь зустріч з нею принесе смерть, а для когось вона відкриє старі таємниці нешкідливого, на перший погляд, провінційного міста ...

## Актори та персонажі

### Головний склад
- Алекс Роу - Бен Поунелл
- Елайн Пауелл - Рін / Сирена /  Русалка
- Іен Вердён - Ксандра Макклюр
- Ріна Оуен - Хелен Хокінс
- Фола Еванс-Акінгбола - Медді Бішоп
- Сібонгіле Мламбо - Донна /  Русалка

### Другорядний склад
- Чад Рук - Кріс Мюллер
- Кертіс Лум - Келвін Лі
- Рон Юан- учений Алдону Декер
- Гіл Бірмінгем - шериф Дейл Бішоп
- Теммі Джайлс - помічник шерифа Марісса Стауб
- Ентоні Харрісон - адмірал Харрісон
- Айла Марізольф - Катріна
- Седейл Треатт-мл. - Лівай

## Список епізодів
| Сезон | Сезон | Епізоди | Оригінальна дата показу | Оригінальна дата показу |
| Сезон | Сезон | Епізоди | Прем'єра сезону         | Фінал сезону            |
| ----- | ----- | ------- | ----------------------- | ----------------------- |
|       | 1     | 10      | 29 березня 2018         | 24 травня 2018          |
|       | 2     | 16      | 24 січня 2019           | 1 серпня 2019           |
|       | 3     | 10      | 2 квітня 2020           | 28 травня 2020          |

## Виробництво
Серіал, який мав на той момент назву «Глибина» (англ. The Deep), був замовлений 19 квітня 2017 року.